# Bussy-Chardonney

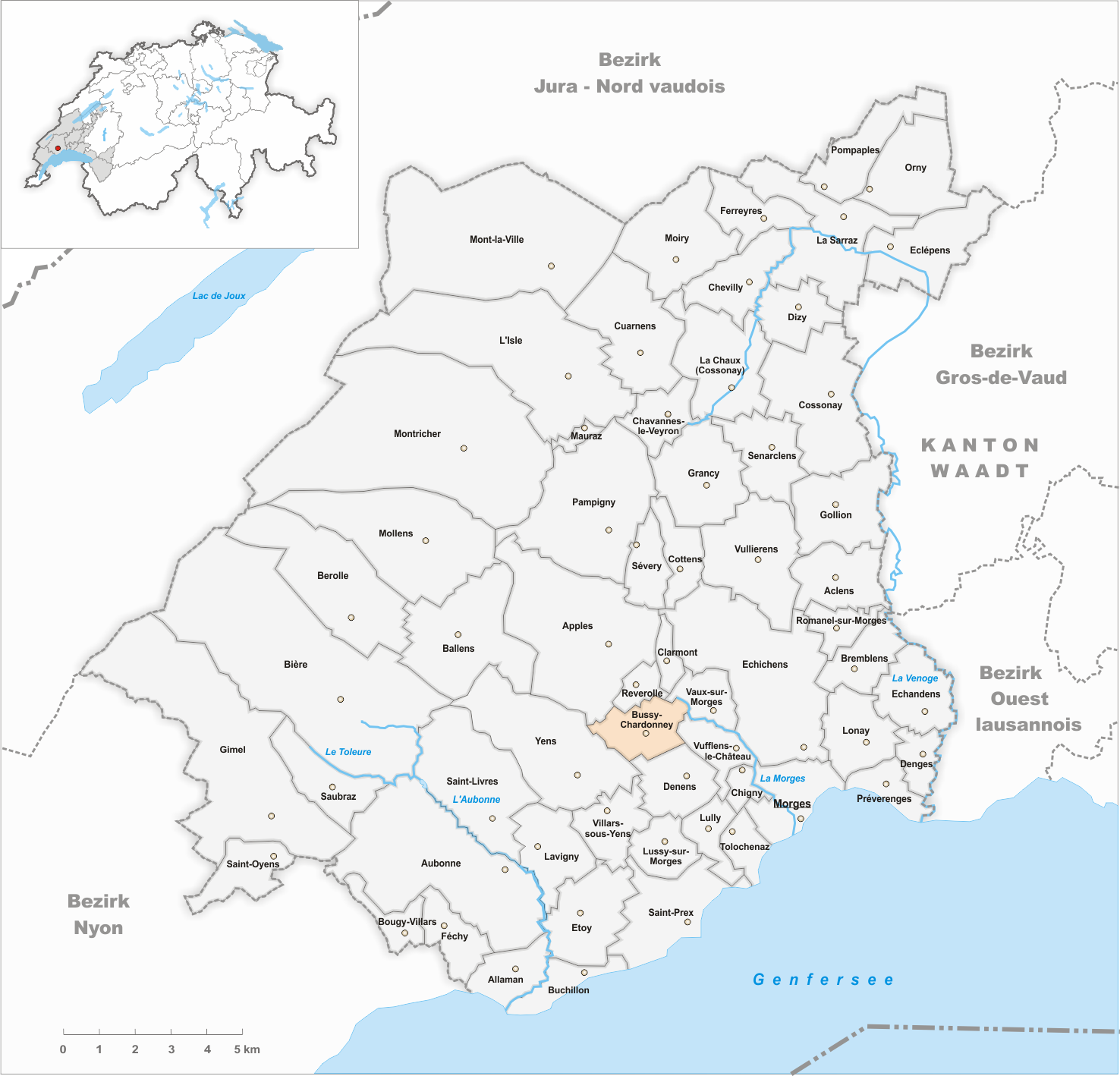
Gemeindestand vor der Fusion am 1. Juli 2021

Bussy-Chardonney ist ein Ort in der politischen Gemeinde Hautemorges im Bezirk Morges des Kantons Waadt in der Schweiz.
Am 1. Juli 2021 fusionierte Bussy-Chardonney mit den Gemeinden Apples, Cottens, Pampigny, Reverolle und Sévery zur Gemeinde Hautemorges.

## Geographie
Bussy-Chardonney liegt 5 km nordwestlich der Bezirkshauptstadt Morges (Luftlinie). Die Doppelgemeinde erstreckt sich auf einem leicht nach Südosten geneigten Hang im Waadtländer Mittelland, an aussichtsreicher Lage im Hinterland von Morges.
Die Fläche des 3,1 km² grossen Gemeindegebiets umfasst einen Abschnitt des Waadtländer Mittellandes im Genferseeraum. Der Gemeindeboden erstreckt sich vom Flusslauf der Morges westwärts über eine Talmulde, die vom Curbit entwässert wird, bis auf die westlich angrenzenden Höhen bei Chardonney. Oberhalb von Chardonney wird mit 605 m ü. M. der höchste Punkt der Gemeinde erreicht. Von der Gemeindefläche entfielen 1997 9 % auf Siedlungen, 8 % auf Wald und Gehölze und 83 % auf Landwirtschaft.
Bussy-Chardonney besteht aus dem Dorf Bussy (520 m ü. M.) im Tal des Curbit und dem Weiler Chardonney (580 m ü. M.) oberhalb des Dorfes sowie einigen Einzelhöfen. Nachbargemeinden von Bussy-Chardonney sind Reverolle, Vaux-sur-Morges, Vufflens-le-Château, Denens, Yens und Apples.

## Bevölkerung
Mit 404 Einwohnern (Stand 31. Dezember 2020) gehört Bussy-Chardonney zu den kleinen Gemeinden des Kantons Waadt. Von den Bewohnern sind 88,1 % französischsprachig, 4,5 % deutschsprachig und 2,7 % italienischsprachig (Stand 2000). Die Bevölkerungszahl von Bussy-Chardonney belief sich 1860 auf 228 Einwohner, 1900 auf 234 Einwohner. Nachdem die Bevölkerung bis 1970 auf 178 Einwohner abgenommen hatte, setzte eine rasche Bevölkerungszunahme mit einer Verdoppelung der Einwohnerzahl innerhalb von 30 Jahren ein.

## Wirtschaft
Bussy-Chardonney war bis Mitte des 20. Jahrhunderts ein vorwiegend durch die Landwirtschaft geprägtes Dorf. Noch heute haben der Ackerbau und der Weinbau eine gewisse Bedeutung in der Erwerbsstruktur der Bevölkerung. Weitere Arbeitsplätze sind im lokalen Kleingewerbe und im Dienstleistungssektor vorhanden. Seit dem 18. Jahrhundert wurde am Curbit eine Mühle betrieben; von 1793 bis 1909 gab es ferner eine Ziegelei, von der noch der Flurname La Tuilière zeugt. Heute befinden sich bei Bussy die Lagerhallen der Union des coopératives agricoles romande (UCAR). In den letzten Jahrzehnten hat sich das Dorf zu einer Wohngemeinde entwickelt. Viele Erwerbstätige sind deshalb Wegpendler, die vor allem in Morges arbeiten.

## Verkehr
Die Gemeinde ist verkehrstechnisch gut erschlossen. Sie liegt an der Kreuzung der Hauptstrassen Morges – Bière und Aubonne – Cossonay. Der Autobahnanschluss Morges-Ouest an der 1964 eröffneten A1 (Genf-Lausanne) ist rund 5 km von Bussy entfernt. Am 1. Juli 1895 wurde die Schmalspurbahn Bière–Apples–Morges mit Haltestellen in Bussy und in Chardonney in Betrieb genommen.

## Geschichte
Wahrscheinlich wurden Bussy und Chardonney von Mönchen der Abtei Lac de Joux (L’Abbaye) gegründet, zu deren Besitz die Dörfer gehörten. Die erste urkundliche Erwähnung von Bussy erfolgte 1059 unter dem Namen Bussi, 1223 erschien die Schreibweise Bussie. Der Ortsname ist vom lateinischen Wort buxus (Buchsbaum) abgeleitet. Chardonney wird 1225 erstmals als Chardenai, 1324 als Chardonne genannt und trug während des Ancien Régime auch den Namen Bussy-Dessus.
Im 14. Jahrhundert kamen Bussy und Chardonney an die Abtei Romainmôtier, später an die Herrschaft Vufflens. Mit der Eroberung der Waadt durch Bern im Jahr 1536 kam Bussy-Chardonney unter die Verwaltung der Vogtei Morges. Es bildete während der Berner Zeit eine eigene kleine Herrschaft. Nach dem Zusammenbruch des Ancien Régime gehörte das Dorf von 1798 bis 1803 während der Helvetik zum Kanton Léman, der anschliessend mit der Inkraftsetzung der Mediationsverfassung im Kanton Waadt aufging. 1798 wurde Bussy-Chardonney zunächst dem Bezirk Aubonne zugeteilt, 1803 kam es an den Bezirk Morges.
Vor 1744 bildeten Bussy und Chardonney zusammen eine Gemeinde. Auf Wunsch von Jean-Rodolphe Dachselhofer, der sich auch Herr von Chardonney nannte, wurde der Weiler Chardonney von Bussy abgetrennt und zur selbständigen Gemeinde erhoben. Von 1799 bis 1819 waren die beiden Dörfer wieder vereinigt, danach bildeten Bussy-sur-Morges und Chardonney-sur-Morges selbständige Gemeinden. Am 1. April 1961 fusionierten die Dörfer zur heutigen Gemeinde Bussy-Chardonney.

## Sehenswürdigkeiten
Die Kirche Saint-Pierre in Bussy stammt aus dem Mittelalter und wurde 1771 umfassend restauriert. Das Gemeindehaus wurde 1964 erbaut. In Chardonney steht das im 18. Jahrhundert unter Dachselhofer erbaute Schloss, das eine reiche Innenausstattung, darunter zwei Strassburger Kachelöfen, besitzt.